# Tomáš Mojžíš
Tomáš Mojžíš (* 2. května 1982 Kolín) je bývalý český hokejový obránce.

## Ocenění a úspěchy
- 2003 CHL - První All-Star Tým
- 2003 WHL - První All-Star Tým východu

## Prvenství

### NHL
- Debut - 4. února 2006 (Edmonton Oilers proti Vancouver Canucks)
- První asistence - 4. února 2006 (Edmonton Oilers proti Vancouver Canucks)
- První gól - 24. března 2007 (Detroit Red Wings proti St. Louis Blues, brankáři Dominiku Haškovi)

### KHL
- Debut - 9. září 2009 (HK Dinamo Minsk proti Torpedo Nižnij Novgorod)
- První asistence - 17. září 2009 (Amur Chabarovsk proti HK Dinamo Minsk)
- První gól - 20. října 2009 (HK Spartak Moskva proti HK Dinamo Minsk, brankáři Dominiku Haškovi)

### ČHL
- Debut - 21. října 2012 (HC Energie Karlovy Vary proti HC Sparta Praha)
- První asistence - 2. listopadu 2012 (HC Sparta Praha proti HC Mountfield)
- První gól - 16. listopadu 2012 (PSG Zlín proti HC Sparta Praha, brankáři Jakubu Sedláčkovi)

## Klubová statistika
| Sezóna       | Klub                 | Soutěž       |     | Základní část | Základní část | Základní část | Základní část | Základní část |   | Play off | Play off | Play off | Play off | Play off |
| Sezóna       | Klub                 | Soutěž       | Z   | G             | A             | B             | TM            | Z             | G | A        | B        | TM       |          |          |
| 1999–00      | HC Pardubice         | ČHL-20       | 40  | 7             | 1             | 8             | —             | —             | — | —        | —        | —        |          |          |
| 2000–01      | Moose Jaw Warriors   | WHL          | 72  | 11            | 25            | 36            | 115           | 4             | 0 | 1        | 1        | 8        |          |          |
| 2001–02      | Moose Jaw Warriors   | WHL          | 28  | 2             | 11            | 13            | 43            | —             | — | —        | —        | —        |          |          |
| 2001–02      | Seattle Thunderbirds | WHL          | 36  | 8             | 15            | 23            | 66            | 11            | 1 | 3        | 4        | 20       |          |          |
| 2002–03      | Seattle Thunderbirds | WHL          | 62  | 21            | 49            | 70            | 126           | 15            | 1 | 6        | 7        | 36       |          |          |
| 2003–04      | Manitoba Moose       | AHL          | 63  | 5             | 13            | 18            | 50            | —             | — | —        | —        | —        |          |          |
| 2004–05      | Manitoba Moose       | AHL          | 80  | 7             | 23            | 30            | 62            | 14            | 0 | 2        | 2        | 28       |          |          |
| 2005–06      | Manitoba Moose       | AHL          | 37  | 5             | 13            | 18            | 52            | —             | — | —        | —        | —        |          |          |
| 2005–06      | Vancouver Canucks    | NHL          | 7   | 0             | 1             | 1             | 12            | —             | — | —        | —        | —        |          |          |
| 2005–06      | Peoria Rivermen      | AHL          | 12  | 3             | 4             | 7             | 14            | 1             | 0 | 0        | 0        | 0        |          |          |
| 2006–07      | Peoria Rivermen      | AHL          | 69  | 2             | 24            | 26            | 112           | —             | — | —        | —        | —        |          |          |
| 2006–07      | St. Louis Blues      | NHL          | 6   | 1             | 0             | 1             | 0             | —             | — | —        | —        | —        |          |          |
| 2007–08      | HC Sibir Novosibirsk | RSL          | 28  | 2             | 1             | 3             | 38            | —             | — | —        | —        | —        |          |          |
| 2008–09      | Minnesota Wild       | NHL          | 4   | 0             | 1             | 1             | 2             | —             | — | —        | —        | —        |          |          |
| 2008–09      | Houston Aeros        | AHL          | 46  | 7             | 15            | 22            | 51            | 15            | 2 | 0        | 2        | 8        |          |          |
| 2009–10      | Modo Hockey          | SEL          | 52  | 5             | 5             | 10            | 44            | —             | — | —        | —        | —        |          |          |
| 2010–11      | HK Dinamo Minsk      | KHL          | 42  | 2             | 7             | 9             | 46            | —             | — | —        | —        | —        |          |          |
| 2011–12      | TPS Turku            | SM-l         | 59  | 6             | 26            | 32            | 40            | —             | — | —        | —        | —        |          |          |
| 2012–13      | HC Sparta Praha      | ČHL          | 9   | 1             | 2             | 3             | 6             | —             | — | —        | —        | —        |          |          |
| 2012–13      | HC Lev Praha         | KHL          | 10  | 0             | 1             | 1             | 4             | —             | — | —        | —        | —        |          |          |
| 2012–13      | HC Slovan Bratislava | KHL          | 11  | 1             | 5             | 6             | 12            | 4             | 0 | 1        | 1        | 4        |          |          |
| 2013–14      | HC Slovan Bratislava | KHL          | 50  | 5             | 8             | 13            | 71            | —             | — | —        | —        | —        |          |          |
| 2014–15      | HC Dynamo Pardubice  | ČHL          | 6   | 1             | 1             | 2             | 4             | —             | — | —        | —        | —        |          |          |
| 2014–15      | TPS                  | Liiga        | 45  | 1             | 5             | 6             | 26            | —             | — | —        | —        | —        |          |          |
| 2015–16      | TPS                  | Liiga        | 21  | 1             | 1             | 2             | 10            | —             | — | —        | —        | —        |          |          |
| 2015–16      | Bílí Tygři Liberec   | ČHL          | 26  | 1             | 8             | 9             | 30            | 14            | 2 | 3        | 5        | 26       |          |          |
| 2016–17      | Bílí Tygři Liberec   | ČHL          | 36  | 1             | 3             | 4             | 40            | 14            | 0 | 3        | 3        | 4        |          |          |
| Celkem v NHL | Celkem v NHL         | Celkem v NHL | 17  | 1             | 2             | 3             | 14            | —             | — | —        | —        | —        |          |          |
| Celkem v KHL | Celkem v KHL         | Celkem v KHL | 113 | 8             | 21            | 29            | 133           | 4             | 0 | 1        | 1        | 4        |          |          |

## Reprezentace
| Rok                       | Tým                       | Soutěž                    | Z  | G | A | B | TM |
| ------------------------- | ------------------------- | ------------------------- | -- | - | - | - | -- |
| 2002                      | Česko 18                  | MS-18                     | 6  | 1 | 3 | 4 | 8  |
| 2002                      | Česko 20                  | MSJ                       | 7  | 0 | 0 | 0 | 4  |
| 2010                      | Česko                     | MS                        | 6  | 1 | 0 | 1 | 4  |
| 2012                      | Česko                     | MS                        | 9  | 0 | 0 | 0 | 8  |
| Juniorská kariéra celkově | Juniorská kariéra celkově | Juniorská kariéra celkově | 13 | 1 | 3 | 4 | 12 |
| Seniorská kariéra celkově | Seniorská kariéra celkově | Seniorská kariéra celkově | 15 | 1 | 0 | 1 | 12 |